# دورسي بي. توماس
دورسي بي. توماس هو سياسي أمريكي، ولد في 18 أكتوبر 1823، وتوفي في 5 يونيو 1897. نشط حزبياً في الحزب الديمقراطي. وقد انتخب عضو مجلس ولاية تينيسي ‏.